# I fiori di lillà
I fiori di lillà è il secondo singolo di Danijay, che riprende dalla canzone "La sedia di lillà" di Alberto Fortis, zio di Danijay, il quale partecipa a questo progetto.

## Tracce
1. I fiori di lillà (radio edit) (4:13)
2. I fiori di lillà (extended) (5:04)
3. I fiori di lillà (instrumental) (5:04)
4. I fiori di lillà (Gabry Ponte remix) (5:37)

## Vinile
Venne prodotto anche un vinile 12", pubblicato dall'etichetta Reactor e uscita il 1º dicembre 2003

### Tracce
1. I fiori di lillà (extended) (5:04)
2. I fiori di lillà (Pop version) (4:50)
3. I fiori di lillà (instrumental) (5:04)
4. I fiori di lillà (radio edit) (4:13)

## Artwork
La copertina presenta su uno sfondo bianco un reticolato grigio a quadretti molto larghi, un punto luce negativo con riflessi d'obbiettivo circolari. Attorno al riflesso centrale compare il ritornello "Cogli il giorno e tanto amore cogli i fiori di lillà" in bianco. A completare vi sono una fila di fiori di lillà disegnati, e le scritte nere del nome dell'artista me il titolo. Molto più essenziale il cd, nero con le scritte bianche. Il progetto è dello Studio Prodesign.

## Crediti
- Produzione: Danijay
- Arrangiamenti: Danijay
- Featuring: Alberto Fortis
- Editing e Mix: Mauro Loggia, Cosmonote studio
- Vocals: Dj Ada, Roberto Pretto
- Ringraziamenti: Sant, Maxaviola, Irongreg, Berty, Francisco K, Deborah, la comunità web